# Янский, Карл
Карл Гуте Янский (англ. Karl Guthe Jansky, 22 октября 1905, Территория Оклахома, Оклахома, США — 14 февраля 1950, Ред-Банк, Нью-Джерси, США) — американский физик и радиоинженер, основоположник радиоастрономии.

## Жизнь и деятельность
Родился в семье Кирила Янского, декана инженерного колледжа в Оклахомском университете, и Нелли Моро. Его отец происходил из семьи чешских иммигрантов, мать имела англо-французские корни.
В 1927 году окончил Висконсинский университет, затем преподавал в этом университете.
С 1928 года работал инженером в лабораториях компании Белл.
В 1932 году открыл космическое радиоизлучение. Изучая на Холмделском полигоне фирмы «Белл» атмосферные радиопомехи в декаметровом диапазоне волн (14 м), обнаружил постоянный радиошум неизвестного происхождения, источник которого он отождествил в апреле 1933 года с Млечным Путём.
В мае 1933 года опубликовал в Нью-Йорк Таймс статью, в которой указывал, что «звёздный шум» имел наибольшую интенсивность, когда антенна была направлена на центральную часть Млечного Пути. Работы Янского не нашли отклика ни среди радиоинженеров, ни среди астрономов, и он в 1938 году прекратил исследования, связанные с космическим радиоизлучением. Продолжал заниматься изучением радиопомех и распространения радиоволн в земной атмосфере, а также разработкой микроволновой радиоаппаратуры.
Скончался в возрасте 44 лет от сердечной недостаточности.

## Память
С 1966 года присуждается почётная Лекция Карла Янского.
В его честь названа внесистемная единица измерения спектральной плотности потока излучения — Янский и кратер на Луне.